# Đội tuyển bóng đá quốc gia Guinée
Đội tuyển bóng đá quốc gia Guinée (tiếng Pháp: Équipe de Guinée de football) là đội tuyển cấp quốc gia của Guinée do Liên đoàn bóng đá Guinée quản lý.
Trận thi đấu quốc tế đầu tiên của đội tuyển Guinée là trận gặp Đông Đức vào năm 1962. Thành tích tốt nhất của đội cho đến nay là ngôi vị á quân của Cúp bóng đá châu Phi 1976 và hai tấm huy chương bạc châu lục giành được vào các năm 1973 và 2007.

## Danh hiệu
- Cúp bóng đá châu Phi

Á quân: 1976
- Bóng đá nam tại African Games:

 1973

## Thành tích tại giải vô địch thế giới
- 1930 đến 1962 - Không tham dự
- 1966 - Bỏ cuộc
- 1970 - FIFA không cho tham dự
- 1974 đến 1998 - Không vượt qua vòng loại
- 2002 - Bị FIFA loại khỏi vòng loại
- 2006 đến 2022 - Không vượt qua vòng loại

## Cúp bóng đá châu Phi
| Cúp bóng đá châu Phi | Cúp bóng đá châu Phi                | Cúp bóng đá châu Phi                | Cúp bóng đá châu Phi                | Cúp bóng đá châu Phi                | Cúp bóng đá châu Phi                | Cúp bóng đá châu Phi                | Cúp bóng đá châu Phi                | Cúp bóng đá châu Phi                |
| Năm                  | Vòng                                | Hạng                                | Pld                                 | W                                   | D                                   | L                                   | GF                                  | GA                                  |
| -------------------- | ----------------------------------- | ----------------------------------- | ----------------------------------- | ----------------------------------- | ----------------------------------- | ----------------------------------- | ----------------------------------- | ----------------------------------- |
| 1957                 | Không tham dự là thuộc địa của Pháp | Không tham dự là thuộc địa của Pháp | Không tham dự là thuộc địa của Pháp | Không tham dự là thuộc địa của Pháp | Không tham dự là thuộc địa của Pháp | Không tham dự là thuộc địa của Pháp | Không tham dự là thuộc địa của Pháp | Không tham dự là thuộc địa của Pháp |
| 1959                 | Không tham dự là thuộc địa của Pháp | Không tham dự là thuộc địa của Pháp | Không tham dự là thuộc địa của Pháp | Không tham dự là thuộc địa của Pháp | Không tham dự là thuộc địa của Pháp | Không tham dự là thuộc địa của Pháp | Không tham dự là thuộc địa của Pháp | Không tham dự là thuộc địa của Pháp |
| 1962                 | Không tham dự là thuộc địa của Pháp | Không tham dự là thuộc địa của Pháp | Không tham dự là thuộc địa của Pháp | Không tham dự là thuộc địa của Pháp | Không tham dự là thuộc địa của Pháp | Không tham dự là thuộc địa của Pháp | Không tham dự là thuộc địa của Pháp | Không tham dự là thuộc địa của Pháp |
| 1963                 | Bị cấm tham dự                      | Bị cấm tham dự                      | Bị cấm tham dự                      | Bị cấm tham dự                      | Bị cấm tham dự                      | Bị cấm tham dự                      | Bị cấm tham dự                      | Bị cấm tham dự                      |
| 1965                 | Không vượt qua vòng loại            | Không vượt qua vòng loại            | Không vượt qua vòng loại            | Không vượt qua vòng loại            | Không vượt qua vòng loại            | Không vượt qua vòng loại            | Không vượt qua vòng loại            | Không vượt qua vòng loại            |
| 1968                 | Không vượt qua vòng loại            | Không vượt qua vòng loại            | Không vượt qua vòng loại            | Không vượt qua vòng loại            | Không vượt qua vòng loại            | Không vượt qua vòng loại            | Không vượt qua vòng loại            | Không vượt qua vòng loại            |
| 1970                 | Vòng 1                              | 6th                                 | 3                                   | 0                                   | 2                                   | 1                                   | 4                                   | 7                                   |
| 1972                 | Không vượt qua vòng loại            | Không vượt qua vòng loại            | Không vượt qua vòng loại            | Không vượt qua vòng loại            | Không vượt qua vòng loại            | Không vượt qua vòng loại            | Không vượt qua vòng loại            | Không vượt qua vòng loại            |
| 1974                 | Vòng 1                              | 5th                                 | 3                                   | 1                                   | 1                                   | 1                                   | 4                                   | 4                                   |
| 1976                 | Á quân                              | 2nd                                 | 6                                   | 3                                   | 3                                   | 0                                   | 11                                  | 7                                   |
| 1978                 | Không vượt qua vòng loại            | Không vượt qua vòng loại            | Không vượt qua vòng loại            | Không vượt qua vòng loại            | Không vượt qua vòng loại            | Không vượt qua vòng loại            | Không vượt qua vòng loại            | Không vượt qua vòng loại            |
| 1980                 | Vòng 1                              | 7th                                 | 3                                   | 0                                   | 1                                   | 2                                   | 3                                   | 5                                   |
| 1982                 | Không vượt qua vòng loại            | Không vượt qua vòng loại            | Không vượt qua vòng loại            | Không vượt qua vòng loại            | Không vượt qua vòng loại            | Không vượt qua vòng loại            | Không vượt qua vòng loại            | Không vượt qua vòng loại            |
| 1984                 | Không vượt qua vòng loại            | Không vượt qua vòng loại            | Không vượt qua vòng loại            | Không vượt qua vòng loại            | Không vượt qua vòng loại            | Không vượt qua vòng loại            | Không vượt qua vòng loại            | Không vượt qua vòng loại            |
| 1986                 | Không vượt qua vòng loại            | Không vượt qua vòng loại            | Không vượt qua vòng loại            | Không vượt qua vòng loại            | Không vượt qua vòng loại            | Không vượt qua vòng loại            | Không vượt qua vòng loại            | Không vượt qua vòng loại            |
| 1988                 | Không vượt qua vòng loại            | Không vượt qua vòng loại            | Không vượt qua vòng loại            | Không vượt qua vòng loại            | Không vượt qua vòng loại            | Không vượt qua vòng loại            | Không vượt qua vòng loại            | Không vượt qua vòng loại            |
| 1990                 | Không vượt qua vòng loại            | Không vượt qua vòng loại            | Không vượt qua vòng loại            | Không vượt qua vòng loại            | Không vượt qua vòng loại            | Không vượt qua vòng loại            | Không vượt qua vòng loại            | Không vượt qua vòng loại            |
| 1992                 | Không vượt qua vòng loại            | Không vượt qua vòng loại            | Không vượt qua vòng loại            | Không vượt qua vòng loại            | Không vượt qua vòng loại            | Không vượt qua vòng loại            | Không vượt qua vòng loại            | Không vượt qua vòng loại            |
| 1994                 | Vòng 1                              | 11th                                | 2                                   | 0                                   | 0                                   | 2                                   | 1                                   | 3                                   |
| 1996                 | Không vượt qua vòng loại            | Không vượt qua vòng loại            | Không vượt qua vòng loại            | Không vượt qua vòng loại            | Không vượt qua vòng loại            | Không vượt qua vòng loại            | Không vượt qua vòng loại            | Không vượt qua vòng loại            |
| 1998                 | Vòng 1                              | 5th                                 | 3                                   | 1                                   | 1                                   | 1                                   | 3                                   | 3                                   |
| 2000                 | Không vượt qua vòng loại            | Không vượt qua vòng loại            | Không vượt qua vòng loại            | Không vượt qua vòng loại            | Không vượt qua vòng loại            | Không vượt qua vòng loại            | Không vượt qua vòng loại            | Không vượt qua vòng loại            |
| 2002                 | Bị cấm tham dự                      | Bị cấm tham dự                      | Bị cấm tham dự                      | Bị cấm tham dự                      | Bị cấm tham dự                      | Bị cấm tham dự                      | Bị cấm tham dự                      | Bị cấm tham dự                      |
| 2004                 | Tứ kết                              | 7th                                 | 4                                   | 1                                   | 2                                   | 1                                   | 5                                   | 5                                   |
| 2006                 | Tứ kết                              | 6th                                 | 4                                   | 3                                   | 0                                   | 1                                   | 9                                   | 4                                   |
| 2008                 | Tứ kết                              | 8th                                 | 4                                   | 1                                   | 1                                   | 2                                   | 5                                   | 10                                  |
| 2010                 | Không vượt qua vòng loại            | Không vượt qua vòng loại            | Không vượt qua vòng loại            | Không vượt qua vòng loại            | Không vượt qua vòng loại            | Không vượt qua vòng loại            | Không vượt qua vòng loại            | Không vượt qua vòng loại            |
| 2012                 | Vòng 1                              | 9th                                 | 3                                   | 1                                   | 1                                   | 1                                   | 7                                   | 3                                   |
| 2013                 | Không vượt qua vòng loại            | Không vượt qua vòng loại            | Không vượt qua vòng loại            | Không vượt qua vòng loại            | Không vượt qua vòng loại            | Không vượt qua vòng loại            | Không vượt qua vòng loại            | Không vượt qua vòng loại            |
| 2015                 | Tứ kết                              | 8th                                 | 4                                   | 0                                   | 3                                   | 1                                   | 3                                   | 6                                   |
| 2017                 | Không vượt qua vòng loại            | Không vượt qua vòng loại            | Không vượt qua vòng loại            | Không vượt qua vòng loại            | Không vượt qua vòng loại            | Không vượt qua vòng loại            | Không vượt qua vòng loại            | Không vượt qua vòng loại            |
| 2019                 | Vòng 2                              | 16th                                | 4                                   | 1                                   | 1                                   | 2                                   | 4                                   | 6                                   |
| 2021                 | Vòng 2                              | 14th                                | 4                                   | 1                                   | 1                                   | 2                                   | 2                                   | 3                                   |
| 2023                 | Tứ kết                              | 8th                                 | 5                                   | 2                                   | 1                                   | 2                                   | 4                                   | 6                                   |
| 2025                 | Chưa xác định                       | Chưa xác định                       | Chưa xác định                       | Chưa xác định                       | Chưa xác định                       | Chưa xác định                       | Chưa xác định                       | Chưa xác định                       |
| 2027                 | Chưa xác định                       | Chưa xác định                       | Chưa xác định                       | Chưa xác định                       | Chưa xác định                       | Chưa xác định                       | Chưa xác định                       | Chưa xác định                       |
| Tổng cộng            | 1 lần á quân                        | 14/34                               | 52                                  | 15                                  | 18                                  | 19                                  | 65                                  | 72                                  |

## Thế vận hội Mùa hè
Guinée mới một lần tham dự Thế vận hội Mùa hè, tuy nhiên không vượt qua được vòng bảng.
- (Nội dung thi đấu dành cho cấp đội tuyển quốc gia cho đến kỳ Đại hội năm 1988)

| Thế vận hội Mùa hè | Thế vận hội Mùa hè                  | Thế vận hội Mùa hè                  | Thế vận hội Mùa hè                  | Thế vận hội Mùa hè                  | Thế vận hội Mùa hè                  | Thế vận hội Mùa hè                  | Thế vận hội Mùa hè                  | Thế vận hội Mùa hè                  |
| Vòng chung kết: 1  | Vòng chung kết: 1                   | Vòng chung kết: 1                   | Vòng chung kết: 1                   | Vòng chung kết: 1                   | Vòng chung kết: 1                   | Vòng chung kết: 1                   | Vòng chung kết: 1                   | Vòng chung kết: 1                   |
| Năm                | Vòng                                | Hạng                                | Pld                                 | W                                   | D                                   | L                                   | GF                                  | GA                                  |
| ------------------ | ----------------------------------- | ----------------------------------- | ----------------------------------- | ----------------------------------- | ----------------------------------- | ----------------------------------- | ----------------------------------- | ----------------------------------- |
| 1900 đến 1964      | Không tham dự là thuộc địa của Pháp | Không tham dự là thuộc địa của Pháp | Không tham dự là thuộc địa của Pháp | Không tham dự là thuộc địa của Pháp | Không tham dự là thuộc địa của Pháp | Không tham dự là thuộc địa của Pháp | Không tham dự là thuộc địa của Pháp | Không tham dự là thuộc địa của Pháp |
| 1968               | Vòng bảng                           | 11th                                | 3                                   | 1                                   | 0                                   | 2                                   | 4                                   | 9                                   |
| 1972 đến 1988      | Không vượt qua vòng loại            | Không vượt qua vòng loại            | Không vượt qua vòng loại            | Không vượt qua vòng loại            | Không vượt qua vòng loại            | Không vượt qua vòng loại            | Không vượt qua vòng loại            | Không vượt qua vòng loại            |
| Tổng cộng          | 1 lần vòng bảng                     | 1/19                                | 3                                   | 1                                   | 0                                   | 2                                   | 4                                   | 9                                   |

## Đội hình
Đội hình được triệu tập tham dự CAN 2023.
 

Số liệu thống kê tính đến ngày 8 tháng 1 năm 2024 sau trận gặp Nigeria.
| Số | VT | Cầu thủ                 | Ngày sinh (tuổi)  | Trận | Bàn | Câu lạc bộ         |
| -- | -- | ----------------------- | ----------------- | ---- | --- | ------------------ |
|    | TM | Aly Keita               | 8 tháng 12, 1986  | 24   | 0   | Östersund          |
|    | TM | Moussa Camara           | 27 tháng 11, 1998 | 21   | 0   | Horoya             |
|    | TM | Ibrahim Koné            | 5 tháng 12, 1989  | 19   | 0   | Hibernians         |
|    |    |                         |                   |      |     |                    |
|    | HV | Issiaga Sylla           | 1 tháng 1, 1994   | 73   | 3   | Montpellier        |
|    | HV | Mohamed Ali Camara      | 28 tháng 8, 1997  | 21   | 0   | Young Boys         |
|    | HV | Saïdou Sow              | 4 tháng 7, 2002   | 21   | 1   | Strasbourg         |
|    | HV | Antoine Conte           | 29 tháng 1, 1994  | 11   | 0   | Botev Plovdiv      |
|    | HV | Mouctar Diakhaby        | 19 tháng 12, 1996 | 9    | 1   | Valencia           |
|    | HV | Ibrahim Diakité         | 31 tháng 8, 2003  | 3    | 0   | Reims              |
|    | HV | Julian Jeanvier         | 31 tháng 3, 1992  | 8    | 0   | Kayserispor        |
|    | HV | Sekou Sylla             | 9 tháng 1, 1999   | 6    | 0   | Cambuur            |
|    |    |                         |                   |      |     |                    |
|    | TV | Naby Keïta (đội trưởng) | 10 tháng 2, 1995  | 53   | 12  | Werder Bremen      |
|    | TV | Amadou Diawara          | 17 tháng 7, 1997  | 37   | 0   | Anderlecht         |
|    | TV | Aguibou Camara          | 20 tháng 5, 2001  | 23   | 3   | Atromitos          |
|    | TV | Ilaix Moriba            | 19 tháng 1, 2003  | 19   | 1   | RB Leipzig         |
|    | TV | Mory Konaté             | 15 tháng 11, 1993 | 8    | 0   | Mechelen           |
|    | TV | Seydouba Cissé          | 10 tháng 2, 2001  | 11   | 1   | Leganés            |
|    | TV | Karim Cissé             | 14 tháng 11, 2004 | 3    | 0   | Saint-Étienne      |
|    | TV | Abdoulaye Touré         | 3 tháng 3, 1994   | 4    | 0   | Le Havre           |
|    |    |                         |                   |      |     |                    |
|    | TĐ | François Kamano         | 2 tháng 5, 1996   | 46   | 8   | Abha               |
|    | TĐ | José Kanté              | 27 tháng 9, 1990  | 28   | 4   | Urawa Red Diamonds |
|    | TĐ | Mohamed Bayo            | 4 tháng 6, 1998   | 18   | 4   | Le Havre           |
|    | TĐ | Morgan Guilavogui       | 10 tháng 3, 1998  | 15   | 2   | Lens               |
|    | TĐ | Serhou Guirassy         | 12 tháng 3, 1996  | 12   | 3   | VfB Stuttgart      |
|    | TĐ | Facinet Conte           | 24 tháng 3, 2005  | 1    | 1   | Bastia             |

### Triệu tập gần đây
| Vt | Cầu thủ          | Ngày sinh (tuổi)  | Số trận | Bt | Câu lạc bộ            | Lần cuối triệu tập             |
| -- | ---------------- | ----------------- | ------- | -- | --------------------- | ------------------------------ |
| TM | Lassana Diakhaby | 1 tháng 5, 2004   | 0       | 0  | Valenciennes          | 2023 Africa Cup of Nations PRE |
| TM | Moussa Camara    | 27 tháng 11, 1998 | 20      | 0  | Horoya                | v. Ethiopia, 27 March 2023     |
|    |                  |                   |         |    |                       |                                |
| HV | Dembo Sylla      | 10 tháng 11, 2002 | 3       | 0  | Laval                 | 2023 Africa Cup of Nations PRE |
| HV | Ousmane Kanté    | 21 tháng 9, 1989  | 12      | 0  | Paris FC              | v. Ethiopia, 27 March 2023     |
| HV | Pa Konate        | 25 tháng 4, 1994  | 8       | 0  | Nea Salamis Famagusta | v. Ethiopia, 27 March 2023     |
|    |                  |                   |         |    |                       |                                |
| TV | Yadaly Diaby     | 9 tháng 8, 2000   | 3       | 0  | Austria Lustenau      | 2023 Africa Cup of Nations PRE |
| TV | Sadou Diallo     | 10 tháng 6, 1999  | 0       | 0  | Derry City            | training camp, August 2023     |
|    |                  |                   |         |    |                       |                                |
| TĐ | Morlaye Sylla    | 23 tháng 7, 1998  | 23      | 3  | Arouca                | 2023 Africa Cup of Nations PRE |
| TĐ | Thierno Barry    | 12 tháng 1, 2000  | 6       | 0  | Logroñés              | v. Ethiopia, 27 March 2023     |

Chú thích
DEC Cầu thủ được gọi bổ sung.